# 江上フジ

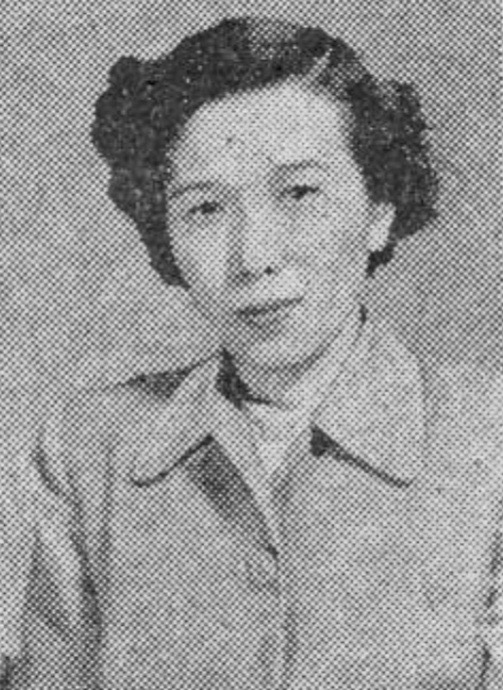
江上フジ（1955年）

江上 フジ（えがみ ふじ、1911年4月27日 - 1980年6月27日）は、日本の婦人問題研究家、第二次世界大戦前から戦後にかけて長く日本放送協会に勤め、ラジオの幼児向け番組や女性向け番組の制作に関わり、退職後は、東郷女子学生会館館長、東郷学園長などを歴任した。女性放送ジャーナリストの先駆者とされる。

## 経歴
日本統治時代の朝鮮の元山市に生まれる。
1933年に、ランバス女学院保育専修部（後の聖和女子大学の前身）を卒業して、関西学院カレッジセツルメント大阪暁明館に入職した。この年、日本放送協会の大阪放送局で、自作の童話を朗読し、ラジオ放送に関わるようになった。
1941年、日本放送協会の東京放送局に入局して、『幼児の時間』、『婦人の時間』などの制作にあたった。1948年にラジオ局社会部婦人課長となったが、これはNHK初の女性管理職への登用であった。1950年には、放送事情の視察のためアメリカ合衆国を訪問した。以降は、1959年に婦人少年部長となり、1961年に考査室次長、1965年に考査室長を経て、1967年に退職して、教育局顧問、会友となった。退職後には、1969年に日本女性放送者懇談会を創設して初代会長となり、婦人問題企画推進会議の委員などを歴任した。
同年に、東郷女子学生会館館長となり、次いで1974年に東郷学園長となった。このほか、米価審議会委員なども勤めた。
1975年3月6日、石原慎太郎が東京都知事選挙への出馬会見をホテルニューオータニで開催。江上は黛敏郎や遠藤周作らとともに推薦者として壇上に上がった。
1980年6月27日、死去。